# ビルマ文学
ビルマ文学（ビルマぶんがく、ビルマ語:မြန်မာစာပေ）は、ビルマ語で書かれた文学を指す。

## パガン時代
ビルマ人は9世紀頃にチベットからエーヤワディー川流域の平野に移住し、チンドウィン川とエーヤワディー川の合流点の河川交通の要所パガンにパガン王朝を建国した。
初期のパガン朝は先住のモン人のモン語とモン人から伝わった上座部仏教の典礼言語であるパーリ語が主な文語として使われていた。最古のビルマ語の記録はモン文字で書かれたミャゼディ碑文とされ、四面のそれぞれにパーリ語、ピュー語、モン語、ビルマ語で書かれている。その後ナラパティシードゥー王の治世では、ビルマ文字が使われるようになり、12世紀後半頃から多くのビルマ語碑文が建立されたが文学作品は余り残っていないが、リンガー（ビルマ語版）と言われる4音1行の定型詩やリンガーから派生した季節詩ヤドゥなどの詩が残っている。

## アヴァ時代
13世紀後半にパガン朝でシャン人の アサンカヤー（英語版）、ヤーザティンジャン（英語版）、ティハトゥ（英語版）の3兄弟がチョウスワー王を殺害し、ビルマはミンザイン朝（英語版）、ピンヤ朝、サガイン朝（英語版）に分裂した。1364年にマオ・シャン人（英語版）のトー・チー・ボワー(英語版）によりピンヤ朝とサガイン朝が滅ぼされた。1364年にサガイン王家の王子タドミンビャ（英語版）のアヴァに首都を置き、アヴァ王朝を建国した。
アヴァ朝時代には、王室子弟へ向けた子守吟詩であり祖先の栄誉を讃えたエージン（ビルマ語版）や歴史的事象を讃える記録詩モーグン（ビルマ語版）など様々な詩の体系が作られた。アヴァ朝時代の文学は僧が中心であり仏教経典物語の翻訳や仏典叙事詩ピョ（ビルマ語版）などの仏教文学が発達した。1501年にはビルマ語最古の散文物語『彼岸道物語』が書かれた。翌1502年には、マハー・ティーラウンタにより現存する最古のビルマ語王統史である『普遍王統史』（英語版）が編纂された。

## タウングー時代
1555年に混乱状態になったアヴァ朝をタウングー王朝が滅ぼし中央ビルマを統一した。
アヴァ朝のトハンブワ（英語版）により僧は迫害され王都タウングーは壊滅した。タウングー朝に亡命しミンチーニョ王に庇護された僧は宮廷詩人として厚遇され王家への賛美をエージンなどの詩で表現した。マハーダンマヤーザ王（英語版）の王子ナッシンナウン(英語版）は、アカン・ヤドゥという呼びかけの詩とアライ・アドゥという応答の詩を返すという詩の形式を作り出し、後世の詩人に影響を与えた。またタージンと言われる初めの韻とかけ離れた韻で読まれる形式の詩も開発された。タウングー時代の文学はヤドゥやエージンが盛んになり恋愛詩が多いヤドゥは仏教の戒律に反することになるため僧の作詩は大幅に減り、ピュなどの仏教文学は衰退した。
モン人のペグー王朝でもビルマ文学は盛んになりタウングー朝のように仏教文学中心ではなく、王統史やエージンなど歴史や政治に関する作品が数多く作られ、モン語の多数の史書がビルマ語に翻訳された。

## 復興タウングー時代
1599年にタウングー朝のナンダ・バイン王（英語版）はナッシンナウンに殺害されタウングー朝は崩壊した。そのナッシンナウンを倒しニャウンヤン(英語版）がタウングー朝を再建させた。
復興タウングー朝時代の文学はタウングー朝期の文学と違い、僧が文学作品を書くようになり仏教文学が再び書かれるようになったが、一度タウングー朝時代に衰退し知識が必要で難解なピョは最盛期のアヴァ朝時代の水準には及ばなかった。その為復興タウングー朝時代はピョはあまり書かれることなく、散文仏教物語や演劇の脚本が多く書かれるようになった。チェンマイ五十話(タイ語版）というチェンマイの説話をジャータカを元にしパーリ語で編纂された物語が宮廷詩人により詩や劇に仕上げられ宮廷物語として定着した。

## コンバウン時代
1740年にモン人のハンタワディ王国（英語版）が再建され、復興タウングー朝は滅ぼされた。1752年にアラウンパヤーがビルマ人を率いてコンバウン王朝を建国しハンタワディ王国を滅ぼしビルマを統一した。
コンバウン朝時代の文学は今までの時代とは異なり僧、在家の双方により多くの韻文作品が作られ『ビルマ文学の黄金期』ともされる。アラウンパヤーはハンタワディ王国の宮廷詩人を重用し、多くのエージンやヤドゥ、ピョが作られ、挑発文であるヤガンや四節に区切ったレーズィッなど新たな詩の表現が誕生した。韻文の他にもアラウン王一代記（英語版）や仏教説話に頼らないビルマ最古の散文物語『宝玉の鏡』など韻文以外の文学も発展した。ポンニャを筆頭に多くの宮廷戯曲や宮廷演劇が多く作られ王族による作品も多く作られた。また、泰緬戦争でアユタヤから多くの捕虜を連れ帰った影響でタイの演劇や戯曲やラーマーヤナ、アユタヤ経由でジャワの演劇や戯曲などがビルマ語に翻訳された。

## イギリス植民地時代
1885年に英緬戦争での敗北によりビルマはイギリスの植民地になった。
植民地以前の文学は宮廷を拠点に韻文中心で発達したが西欧小説の翻訳や印刷技術の導入により、散文文学が盛んになるが散文がビルマ文学界の主流となるのは、1904年にジェイムス・フラチョウ(ビルマ語版）がビルマ初の近代小説とされる『マウソ・イソマウソとマ・メーマのウットゥ』を発表した後になる。1910年代からはビルマ語新聞や文芸誌が多数刊行された。1930年代からは時代を探るという意味の日常を描いたキッサン文学（ビルマ語版）が書かれた。この時代には、反植民地闘争の担い手は復古的仏教主義者から近代的知識人に転換し、タキン党は「ビルマは我々の国、ビルマ文学は我々の文学、ビルマ語は我々の言語」というスローガンを定めるなど民族主義的な作品やテインペーミンなどのマルクス主義的な作品などの反植民地的な文学が創作されたが、1940年にイギリス政府の取り締まり強化により多くの作家が逮捕された。

## 日本占領時代
1941年12月8日に大日本帝国がマレー作戦と真珠湾攻撃を起こした。同日にビルマの宗主国であるイギリスに宣戦布告を行い、1942年4月にタキン党を前身とするビルマ独立義勇軍と共に日本軍がビルマを掌握した。1943年8月1日に日本軍が駐留するなど、実質的に傀儡政権ではあったがビルマ国として独立した。
日本占領期は言論統制や戦火の影響で創作が減ったためビルマ文学の暗黒期とされる。しかし、日本軍の宣伝政策の一環として再建された作家協会が機関紙『作家』により日本のプロパガンダ作品が連載され、日本文学の作品も多く翻訳された。独立後の1943年に文学賞が設立され、ビルマ語長編小説が文学賞の対象となったのは日本占領期が最初であり戦後も文学賞の制度が引き継がれることになった。また検閲の目を回避し抗日を暗示した作品や日本軍ではなくビルマ軍を登場させ、日本のプロパガンダではなくビルマ軍のプロパガンダの役割を果たした作品も存在する。

## ビルマ連邦時代
1945年3月27日に日本の傀儡国家である現状に不満を持つ勢力がアウン・サンを中心に反ファシスト人民自由連盟として蜂起し、連合国軍と協力して日本軍を撤退させ再びイギリスの植民地統治が復活した。1948年1月4日にビルマ連邦として独立した。
戦後のビルマ文学界はマァウン・ティンの農民ガバなどの抗日作品や恋愛や推理など娯楽小説が多く出版され、新聞、文芸誌の復刊・創刊が相次いだ。純文学では、被抑圧階級解放のための文学『新しい文学』も創造する潮流が生まれた。ダゴン・ターヤー（ビルマ語版）は日本占領期はビルマ文学暗黒時代とし新しい政治的見解を重視し1946年12月に文芸誌『星座』を発刊し資本主義体制を打破するよう訴えた。テインペーミンは『新しい文学』を『人民文学』と命名し、作家は社会改革の先進として、被抑圧階級の立場に立って執筆すべきだと説いた。ビルマ作家の政治参加はイギリス植民地時代からの伝統であり、戦後も共産主義者を中心に多数の作家が不当に逮捕された。1950年代には、様々な階層の人生やミャンマー内戦を描写するビルマ式リアリズムが広がりと深まりを見せた。

## 軍政時代
1962年3月2日にネ・ウィン将軍がクーデターを起こし、ビルマ式社会主義にもとずくビルマ社会主義計画党による軍事政権を発足させた。1974年にビルマ連邦社会主義共和国憲法が制定され、ビルマ連邦社会主義共和国が発足した。
軍事政権は作家介入も始め1964年に作家協会、1965年に作家同盟が解散させられた。また、軍事政権は飴と鞭を使い分けた。文学は社会主義建設への貢献を義務付けられた。文学賞の受賞枠は広げられ、賞金も引き上げられた。1960年代は被抑圧階級に関する文学は減退した。代わってビルマ式社会主義に期待する作品や娯楽小説など多様な作品が登場した。なかでも花形は抗日小説だった。多くの抗日小説では、抗日闘争におけるビルマ軍の活躍が史実以上に強調された。またビルマ人と少数民族が抗日のため共闘したとされる作品も増えたが、実際には少数民族との抗日共闘は希少だった。抗日小説は、抗日のビルマ軍主導と民族友好の二つの印象の構築に貢献した。1975年から事前検閲を始め、1979年にはその手続きを詳細に定めた細則を発行した。1970年代から1980年代は言論統制により抗日小説から人生描写長編小説が主流となり、多くの男性作家が撤退したため『女性作家時代』と呼ばれる。女性作家の伸張には、国有化により企業を締め出された華僑、印僑資本が出版業界へ参入し、売れ行きの良い人生描写長編小説や娯楽小説が大量出版されたことも原動力となった。1980年代後半からは長編小説が減少し雑誌掲載の人生描写短編小説が文学界の中心となり『短編黄金時代』と呼ばれる。1990年代からは超現実的な『モダン』といわれるモダニズム短編小説が登場するようになった。また、詩壇では今までの王朝風の古典的な韻律詩から自由韻詩や無韻詩のモダン詩が若者を中心に根強い人気を保ち主流となった。2000年代には短編の書き手が減りビルマ文学は再び暗黒時代となった。

## 現代
2011年のテイン・セイン大統領による民政移管が始まり、2012年には民主化闘争やサフラン革命を題材にした小説など従来は禁じられていた作品が出版されるようになった。2015年の国民民主連盟政権発足後、モダン詩や長期投獄作家など、軍事政権時代では予想もできなかった作品や作家に国家的文学賞が授与されるようになった。FacebookなどのSNSに短編小説や詩を発表する若手作家が増加した。しかし、若者の活字離れ、ノンフィクションの隆盛、貸本屋の衰退。更に2021年ミャンマークーデターでミャンマー軍が政権転覆を成功させると、検閲を強化するなどビルマ文学は困難な時代になった。